# Eleonora's valk
Eleonora's valk (Falco eleonorae) is een middelgrote valk. De naam is afkomstig van Eleonora van Arborea, een Sardijnse heerser/rechter die beschermende wetgeving voor deze vogel instelde.

## Kenmerken
Eleonora's valk is 36 tot 42 cm lang en heeft een spanwijdte van 87 tot 104 cm. Er zijn twee vormen, een lichte en een donkere vorm. De lichte vorm komt drie keer zoveel voor als de donkere. Beide vormen zijn zwart op de rug en staart en hebben roodbruine poten. De lichte vorm heeft een zwarte kruin die net als bij de slecht- en de boomvalk in twee golfjes naar de witte keel afloopt. De vogel lijkt op een grote boomvalk of een kleine slechtvalk. Hij verschilt van de slechtvalk door de langere staart en de relatief smalle, lange vleugels. De donkere vorm is geheel bruinzwart. Alleen de slagpennen zijn van onder gezien iets lichter.

## Voortplanting
Een legsel bestaat meestal uit 2 tot 3 roodbruin gevlekte eieren.

## Verspreidingsgebied
Het verspreidingsgebied van Eleonora's valk is vooral het Middellandse Zeegebied rond de Griekse eilanden. Landen waar je hem ook nog kan zien zijn de kusten van West-Marokko, Noordoost-Algerije en Tunesië.
De vogel broedt daar op rotsen langs de kust. Hij trekt in de winter naar de gebieden in en rond Madagaskar.

### Voorkomen in Noord-Europa
De vogel is een zeldzame dwaalgast in West-en Noord-Europa. In Zweden is de vogel al 16 maal waargenomen. In Nederland is in 2011 een donkere vorm gefotografeerd.

## Status
Eleonora's valk heeft een groot verspreidingsgebied en daardoor is de kans op uitsterven gering. De grootte van de populatie werd in 2004 geschat op 17.700 tot 18.600 individuen en gaat in aantal achteruit. Echter, het tempo ligt onder de 30% in tien jaar (minder dan 3,5% per jaar). Om deze redenen staat deze valk als niet bedreigd op de Rode Lijst van de IUCN.

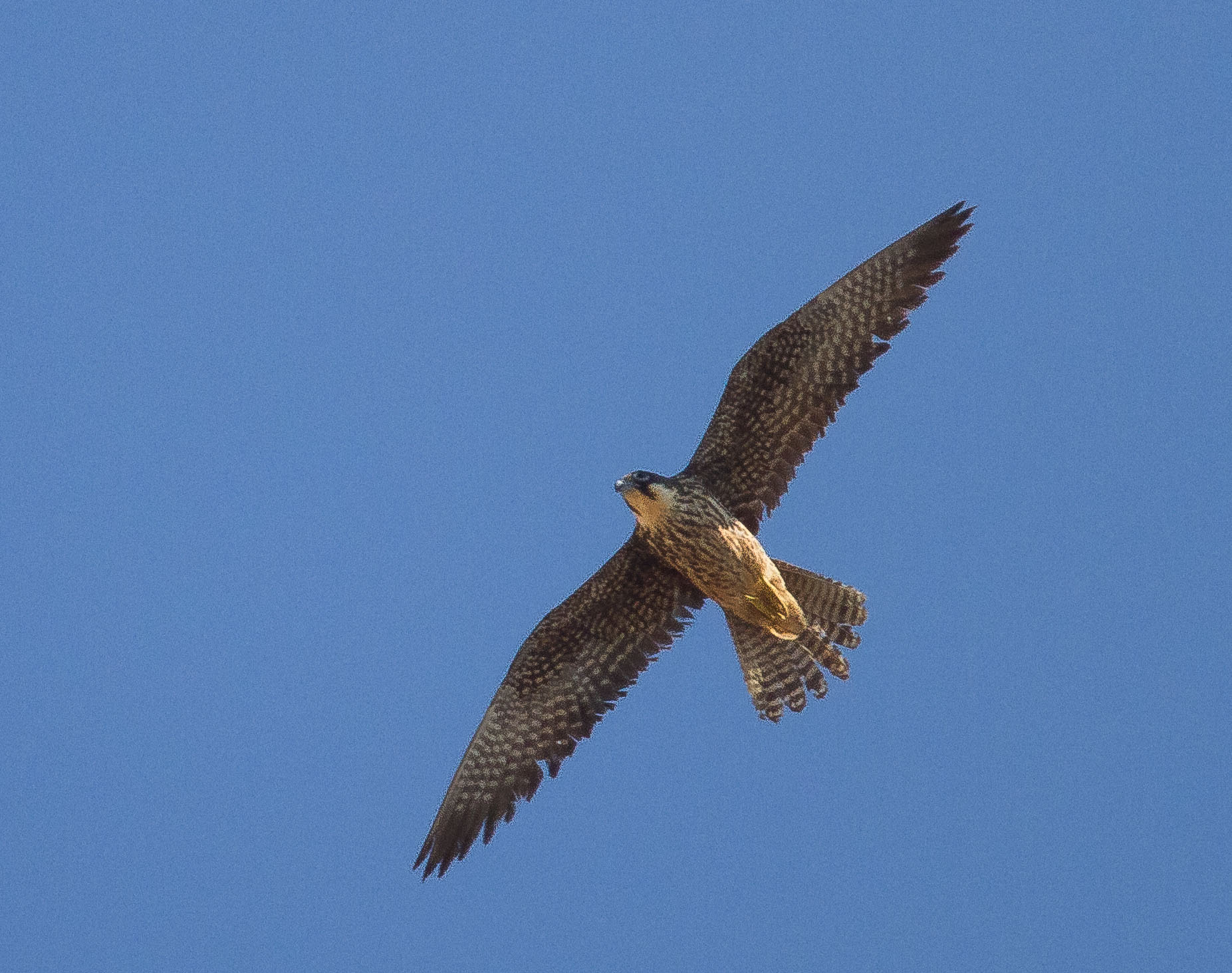
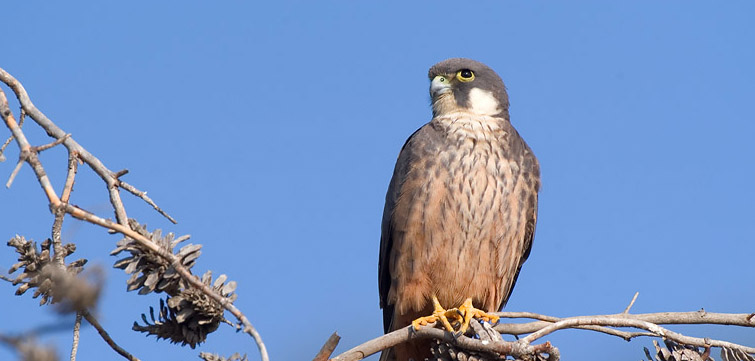
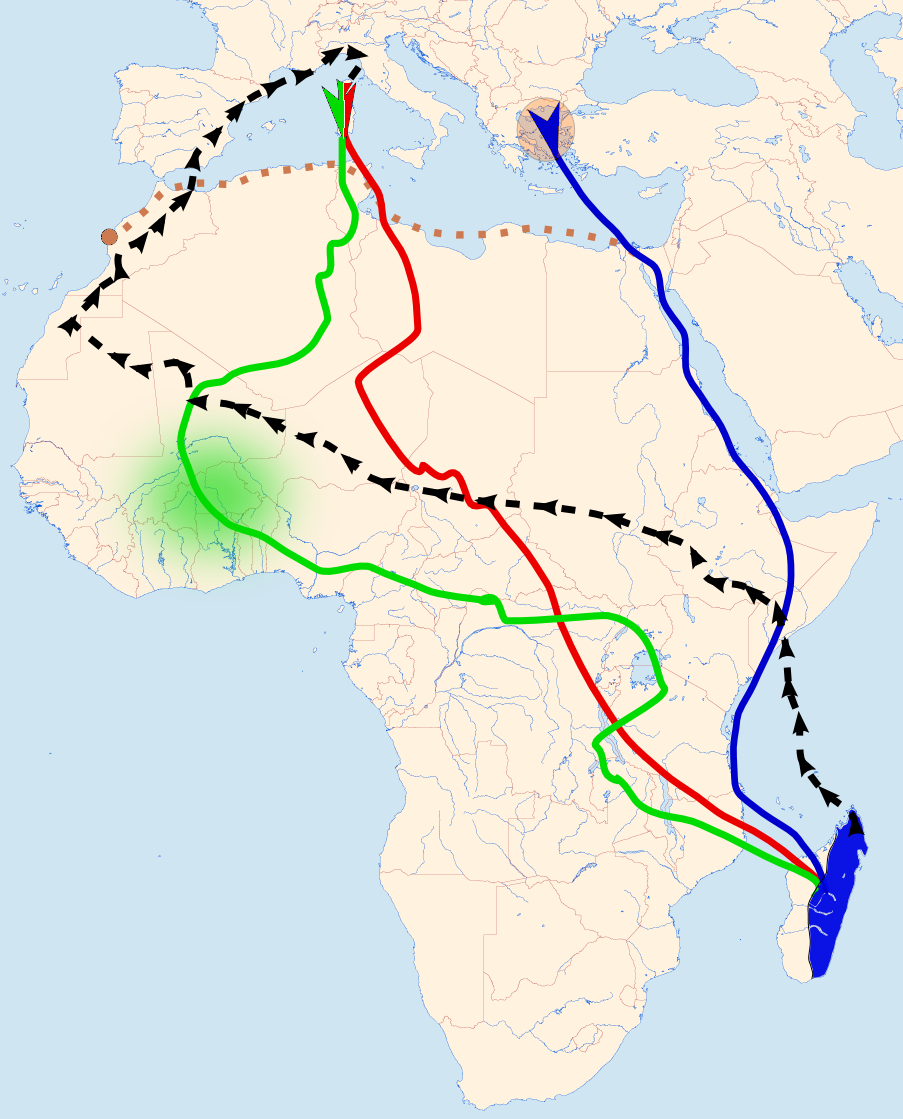
Trekroutes en pleisterplaatsen van Eleonara's valk